# Quincula lobata
Espèce
Classification APG III (2009)
Quincula lobata est une espèce de plantes de la famille des Solanaceae, parfois placée dans le genre Physalis. Elle est originaire des États-Unis et du Mexique. Son fruit est comestible.

## Description morphologique

### Appareil végétatif
Cette plante herbacée pérenne se développe à partir d'un rhizome et forme des tapis bas. Ses tiges rampantes peuvent atteindre 15 cm de longueur. Les feuilles, de forme globale lancéolée, sont simples ou lobées et ont leur bordure ondulée. Elles sont alternes, un peu charnues, et peuvent atteindre 10 cm de longueur. Tiges et feuilles sont couvertes de vésicules microscopiques de couleur blanchâtre.

### Appareil reproducteur
La floraison survient entre mars/avril et septembre.
Les fleurs se forment à partir de bourgeons axillaires situés à l'aisselle de petites feuilles situées sur de courtes tiges érigées. Ces fleurs ont des pétales soudés et mesurent 2 cm de diamètre. Les pétales sont  violets ou bleu-violacé, sont souvent veinés de rouge-violacé, et ils portent à leur base une petite zone blanche velue. Chaque fleur possède 5 étamines aux anthères jaunes. Les cinq sépales du calice s'accroissent au fur et à mesure de la formation du fruit, finissant par former une vessie à 5 côtés de 2 cm de long.
Le fruit est une baie de 6 mm de diamètre enfermée dans le calice. De forme sphérique et de couleur jaune verdâtre, cette baie contient un petit nombre de graines de couleur jaune brunâtre, ternes et rugueuses.
La formule chromosomique, chez cette espèce, est de 2n=22.

## Répartition et habitat
Quincula lobata vit dans les plaines désertiques, mais peut coloniser les régions agricoles.
Son aire de répartition va du sud-ouest des États-Unis jusqu'au nord du Mexique : la limite nord de cette aire s'étend de l'Arizona au Kansas.
Elle pousse en zone aride, sur sol bien drainé, en plein soleil ou dans une ombre légère.

## Systématique

### Taxinomie
Cette plante a été décrite en 1827 sous le nom Physalis lobata par le médecin, chimiste et botaniste américain John Torrey dans les Annals of the Lyceum of Natural History of New York. En 1832, le naturaliste et archéologue américain Constantine Samuel Rafinesque rebaptisa l'espèce en Quincula lobata. Certains auteurs, comme le Missouri Botanical Garden, placent toujours cette espèce dans le genre Physalis et ne reconnaissent pas le nom Quincula lobata comme valide.
Les individus décrits sous les noms Chamaesaracha physaloides Greene, Physalis sabeana Buckley et Quincula lepidota A. Nelson appartiennent en fait à l'espèce Quincula lobata. Ces appellations sont donc synonymes, mais non valides.

## Quincula lobataet l'homme
Son fruit est comestible. Les Amérindiens en faisaient une sorte de gelée.